# Zola Predosa
Zola Predosa (Żôla Predåuṡa in dialetto bolognese) è un comune italiano di 19 479 abitanti della città metropolitana di Bologna in Emilia-Romagna.

## Origini del nome
In passato si chiamava Cellula Petrosa (Ceula Petrosa in latino), dal nome di due insediamenti limitrofi. Nel Medioevo, quando il latino fu abbandonato per il volgare, Cellula divenne Çeula, Zeula, poi Zola; Petrosa, l'antico nome della via Bazzanese, divenne Predosa.

## Storia
I primi reperti archeologici rinvenuti nel territorio di Zola Predosa, sono frammenti di strumenti lapidei e di vasi con manico ad anello risalenti all'età del bronzo. Alcuni reperti dell'epoca villanoviana ed Etrusca, sono conservati al Museo Civico Archeologico di Bologna (soprattutto corredi funebri e vasi).
Del periodo romano sono alcune spade e lance in ferro ritrovate durante scavi nella cava Andina, come pure effigi in bronzo che raffigurano Cerere e Mercurio, e monete di età augustea.
Notizie risalenti al Medioevo citano le comunità di Gesso, Zola e Predosa prima tra i possedimenti di Matilde di Canossa, poi del Comune di Bologna. Nel 1144 Zola giura fedeltà a Bologna, e nel 1164 anche Gesso viene sottomesso.
Il XII secolo vede una fiorente attività di produzione vitivinicola, oggi ripresa e valorizzata. Nella metà del Duecento infatti ha origine la "Strada dei brentatori", realizzata per agevolare il trasporto di vino dalle valli del Lavino e del Samoggia verso Bologna. Oggi tale strada (solo simbolicamente corrente sul tracciato originario) è denominata "Strada dei vini e dei sapori".
Nel XVI secolo il territorio di Bologna, e quindi anche Zola Predosa, entra a far parte dello Stato Pontificio e vi resta per circa 3 secoli. La stabilità politica del periodo favorisce lo sviluppo di attività manifatturiere, una delle più importanti fu la produzione di laterizi e gesso, che comportò la realizzazione di varie fornaci oggi scomparse.
Nel 1805, nel Piano di aggregazione dei piccoli comuni e di distrettuazione del Dipartimento del Reno, elaborato dalle classi dirigenti del napoleonico Regno d'Italia, il Comune di Zola Predosa fu inserito nel Cantone di Bazzano all'interno del Distretto di Bologna.
Nel 1810, Zola fu compresa nel Cantone e nel Distretto di Bologna ed unì a sé, in qualità di aggregato, la località di Gesso.
Con la restaurazione del primato pontificio su Bologna, il Comune di Zola, con la località di Gesso, fece capo alla Podesteria di Anzola dell'Emilia nel Governo di Bologna.
Durante la Prima Guerra Mondiale, partirono per il fronte oltre 1200 zolesi, di cui 95 non fecero ritorno e 46 restarono invalidi. Due le opere volte a ricordare i caduti della guerra: la prima una lapide posta nel 1923, che reca i nomi dei caduti e una scultura integrata; la seconda è un monumento posto nel secondo dopoguerra in memoria dei caduti dei due conflitti mondiali.
Dopo un anno dall'inizio della Seconda Guerra Mondiale, circa 1930 zolesi erano partiti per il fronte, dei quali 63 non fecero ritorno. Altre 41 vittime vennero registrate il 26 e il 27 Dicembre 1944 durante i bombardamenti tra Zola e San Pancrazio. Fra i partigiani si contarono 34 caduti, di cui 5 il 19 Aprile 1945 durante la battaglia di monte Capra, preludio alla liberazione di Zola avvenuta il 20 Aprile. Il 30 Ottobre del 1944 vide la morte di Corrado Masetti, comandante della 63ª Brigata Garibaldi "Bolero", durante la battaglia di Casteldebole. Il fratello Libero Masetti divenne sindaco di Zola nel Settembre del 1945 e restò alla guida dell'amministrazione comunale fino al 1964. La guerra lasciò duri segni a Zola: alcuni materiali, come la ferrovia interrotta, le case distrutte e le strade punteggiate da voragini provocate dalle bombe, mentre altri più emotivi come la paura dei bombardamenti e dei rastrellamenti ancora vivi nella memoria dei zolesi. Nonostante questo, i lavori di ricostruzione iniziarono presto e in pochi anni vennero riparati edifici pubblici e privati, ricostruite le officine Maccaferri e ripristinati pozzi ed acquedotti.
Dal 16 giugno 2014 entra a far parte dell'Unione dei comuni Valli del Reno, Lavino e Samoggia.

### Simboli
Lo stemma comunale venne riconosciuto con decreto del capo del governo del 20 settembre 1928, per venire poi concesso nella forma attuale, assieme al gonfalone, con decreto del presidente della Repubblica dell'8 aprile del 1999.
(D.P.R. dell'8 aprile 1999)
Il gonfalone è un drappo di bianco.

### Onorificenze
Zola Predosa è tra le città decorate al valor militare per la guerra di liberazione, insignito il 9 maggio 1994 della Croce di guerra al valor militare per i sacrifici delle sue popolazioni e per l'attività nella lotta partigiana durante la seconda guerra mondiale, ed è membro dell'Istituto Nazionale del Nastro Azzurro che raggruppa tutti i combattenti decorati al valore militare:

## Monumenti e luoghi d'interesse

### Patrimoni UNESCO
A partire da settembre 2023 le cave di gesso del territorio di Zola Predosa, insieme ad altri 6 siti del territorio emiliano-romagnolo, sono diventate il 59º sito italiano iscritto nella lista del Patrimonio Mondiale dell’UNESCO, sotto la dicitura di “il Carsismo nelle evaporiti e grotte dell’Appennino Settentrionale” come sito naturale per il loro valore geologico, geomorfologico, paleontologico, biologico, archeologico e per la storia dell’arte. L’eccezionalità è legata alla combinazione unica di fattori geologici e climatici che coesistono in questo territorio.

### Architetture religiose
- Chiesa dei Santi Nicolò e Agata. Parrocchiale del paese, venne edificata alla fine del XVIII secolo in sostituzione della precedente chiesa situata lontana dal paese.
- Chiesa di Cristo Re, nella frazione di Le Tombe

### Architetture civili
- Palazzo Albergati. Signorile residenza di campagna di età barocca della famiglia Albergati.
- Cà La Ghironda. Museo nei pressi di Ponte Ronca, collezione d'arte moderna e contemporanea di pittura e scultura che si estende in una vasta area precedentemente agricola. Gli itinerari artistici sono all'aperto o all'interno di un moderno edificio.
- Palazzo Bentivoglio Pepoli. Voluto all'inizio del Cinquecento da Alessandro Bentivoglio, passò in seguito ai Marescotti e quindi ai Pepoli. Pochi anni fa, dopo un lungo abbandono, la villa è stata restaurata completamente nella sua complessità di architettura rinascimentale, leggibile nel doppio loggiato della facciata nord, e di architettura neoclassica secondo l'assetto conferitole da Angelo Venturoli fra il XVIII e il XIX secolo del lato rivolto a sud. Il timpano è decorato con due angeli che sostengono lo scudo di famiglia sormontato dall'aquila. All'interno conserva preziosi soffitti lignei dipinti, decorazioni e fregi. All'esterno il giardino conserva le vasche per i giochi d'acque che lo caratterizzavano in antichità. Spazio condiviso con la scuderia che si erge su due piani, divisa in tre grandi navate con volte a crociera.
- Villa Edvige Garagnani. La villa, edificata nella seconda metà del Settecento, attualmente ospita la sede dell’ufficio per l’informazione e l’accoglienza turistica (IAT) e il Centro Studi Ville Bolognesi. Di particolare importanza artistica è il salotto affrescato dal pittore bolognese Antonio Basoli[14].
- Villa Socini - Portoni Rossi. La villa sorge fra la via Rigosa e la via Roma con accesso contrassegnato da un lungo viale introdotto da due imponenti archi in mattoni, conosciuti come "Portoni rossi", che delimitavano il confine sulla Strada maestra di Sant’Isaia, principale collegamento con Bologna.[15]

### Monumenti

#### Ricordo dei partigiani della 63ª Brigata Garibaldi "Bolero"
Situato in via Valle nella frazione di Gesso, il monumento ricorda i partigiani della 63ª Brigata Garibaldi "Bolero" che il 20 aprile caddero a Monte Capra per mano di un contingente tedesco in ritirata.

#### Ricordo delle vittime dei bombardamenti di via San Pancrazio
Situato in via San Pancrazio, il monumento ricorda le 41 vittime civili dei bombardamenti anglo-americani durante il 26 e il 27 dicembre 1944.

#### Ricordo di tutti i caduti zolesi durante le due Guerre Mondiali
I monumenti sono due: un cippo situato di fronte al palazzo del Comune in Piazza della Repubblica, che recita le parole "Zola Predosa memore ai suoi caduti" e una colonna inaugurata il 4 novembre 1947, che cita i nomi dei 249 soldati ufficialmente deceduti nella Prima e Seconda Guerra Mondiale, ubicata di fronte alla biblioteca comunale nel giardino antistante.

#### Ricordo dei 35 partigiani zolesi caduti durante la Seconda Guerra mondiale
Il monumento si trova nel cimitero di Zola Predosa, e ricorda i 35 partigiani zolesi caduti durante la Seconda Guerra Mondiale.

#### Lapide intitolata a Mario Turra
Situata a Lavino, la lapide è intitolata ad un giovanissimo partigiano trucidato da una banda delle brigate nere l'8 Agosto 1944. Il palazzo dove è affissa la lapide era la dimora dei Turra, una famiglia antifascista e partigiana, e per qualche tempo fu la sede operativa della 63ª Brigata Garibaldi "Bolero".

#### Pilastrino intitolato a Giuseppe Rossi
Esponente di Azione Cattolica, Giuseppe Rossi fu rastrellato e ucciso dai nazisti il 7 Ottobre 1944 sulla strada provinciale. Il pilastrino fu costruito da amici e parenti.

#### Lapide intitolata a don Mauro Fornasari
Originario di Longara, antifascista, fu rastrellato da un gruppo fascista locale il 4 ottobre 1944. In un primo momento riuscì a scappare, ma per timore di ritorsioni contro la propria famiglia si consegnò la mattina seguente ai fascisti che lo trucidarono a Gesso, dove ora si trova la sua lapide.

#### Lapide intitolata a Alfonso e Vincenzo Vignoli
Situata sulla parete della Trattoria Rivabella, la lapide ricorda l'uccisione di Alfonso e Vincenzo Vignoli nel 1922 da parte di una squadra fascista. I due stavano chiacchierando con amici nel portico della Trattoria, dopo aver partecipato alla festa internazionale del lavoro.

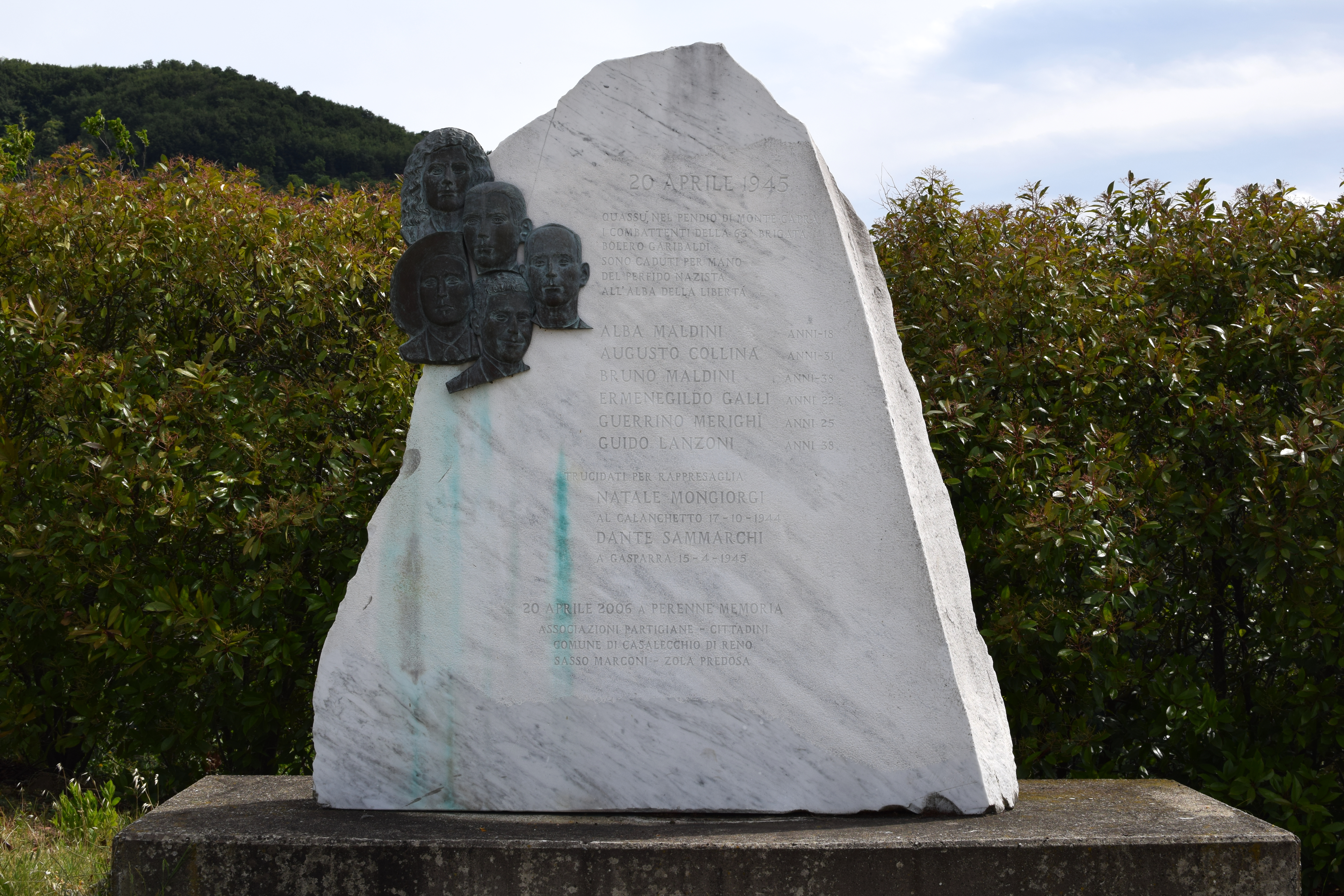
Cippo dedicato alla memoria dei morti della Brigata Bolero durante la battaglia di Monte Capra.
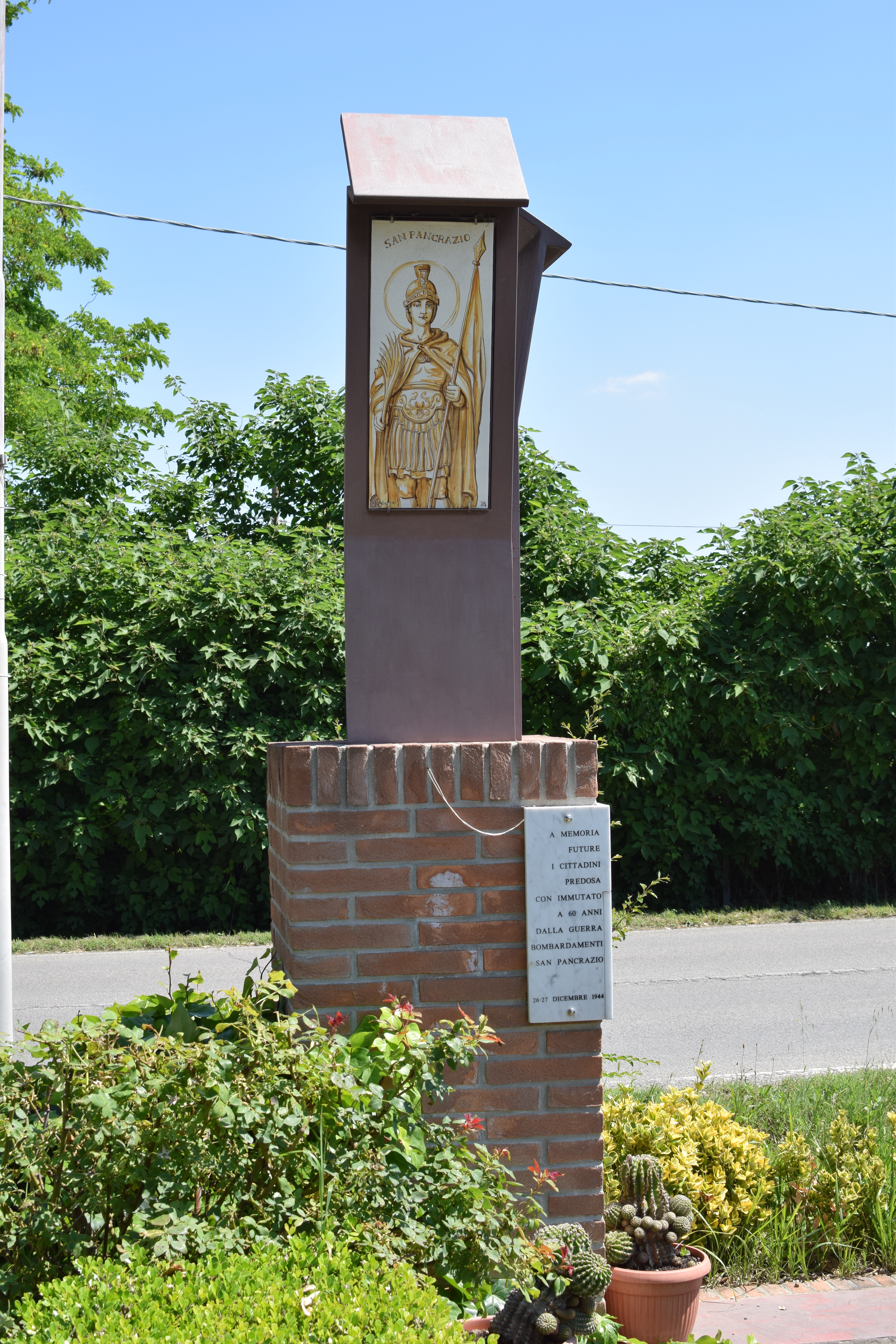
Il monumento ricorda le 41 vittime civili dei bombardamenti anglo-americani durante il 26 e il 27 Dicembre 1944.
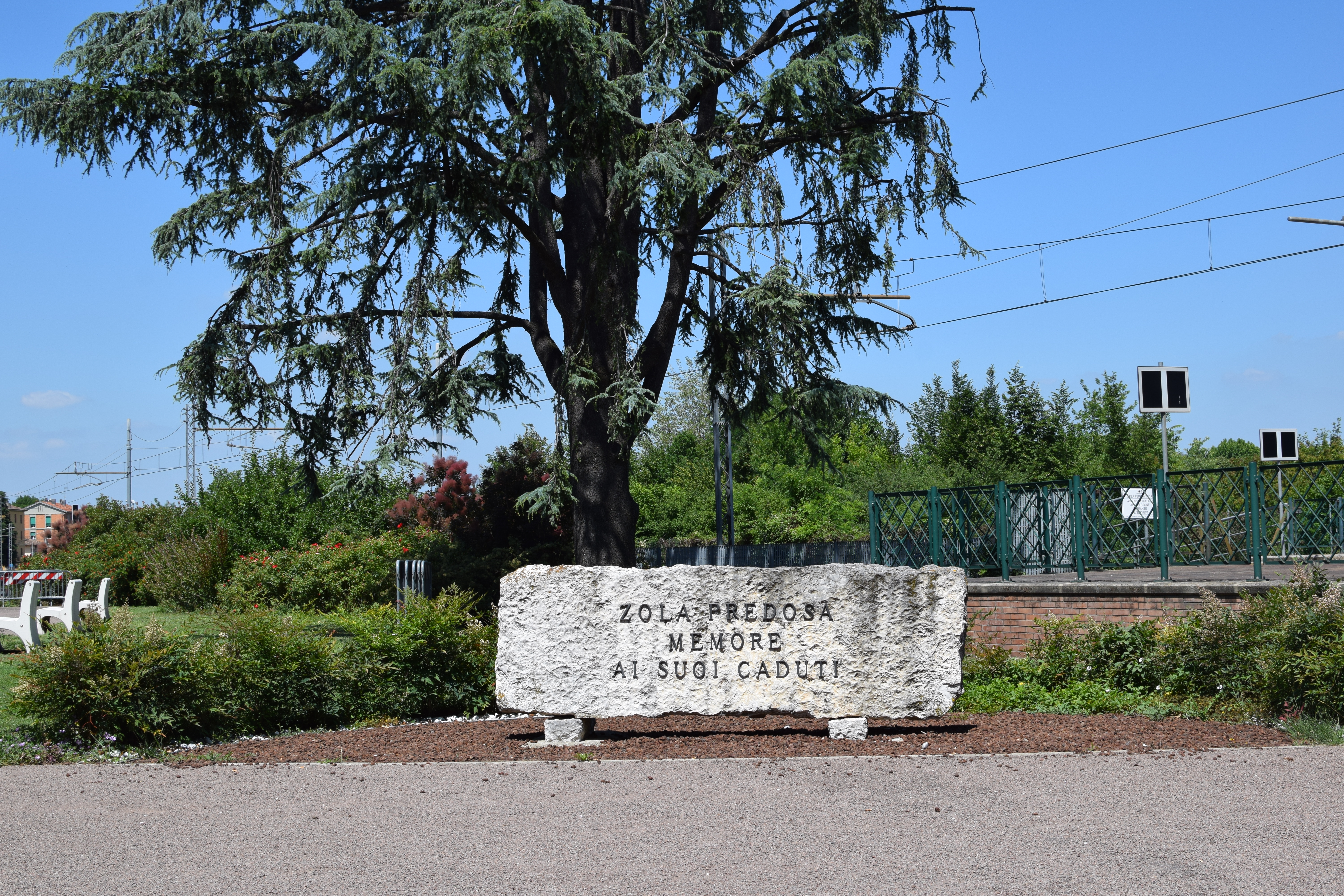
Ricordo di tutti i caduti zolesi durante le due Guerre Mondiali.
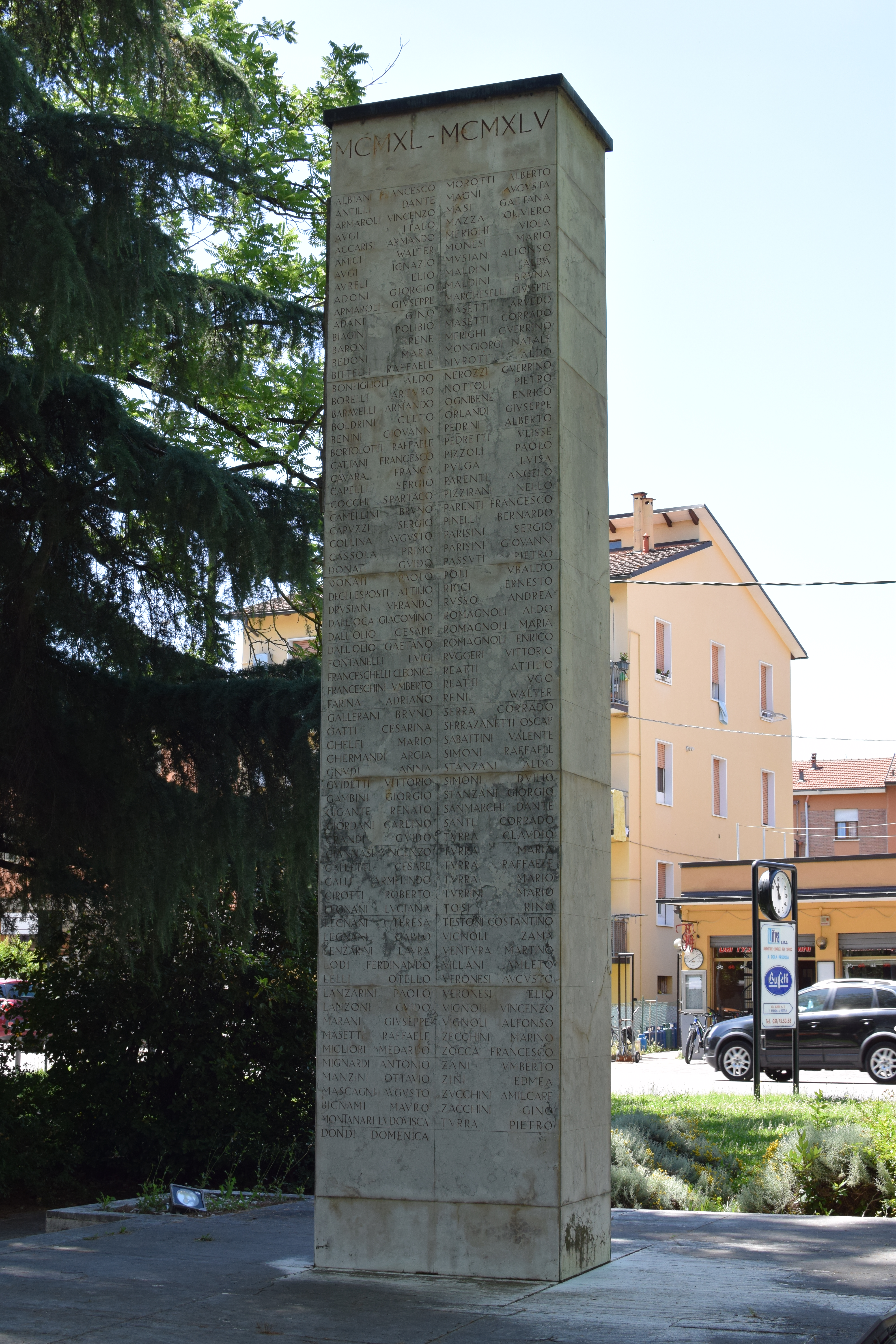
Colonna inaugurata il 4 Novembre 1947, che cita i nomi dei 249 soldati ufficialmente deceduti nella Prima e Seconda Guerra Mondiale.
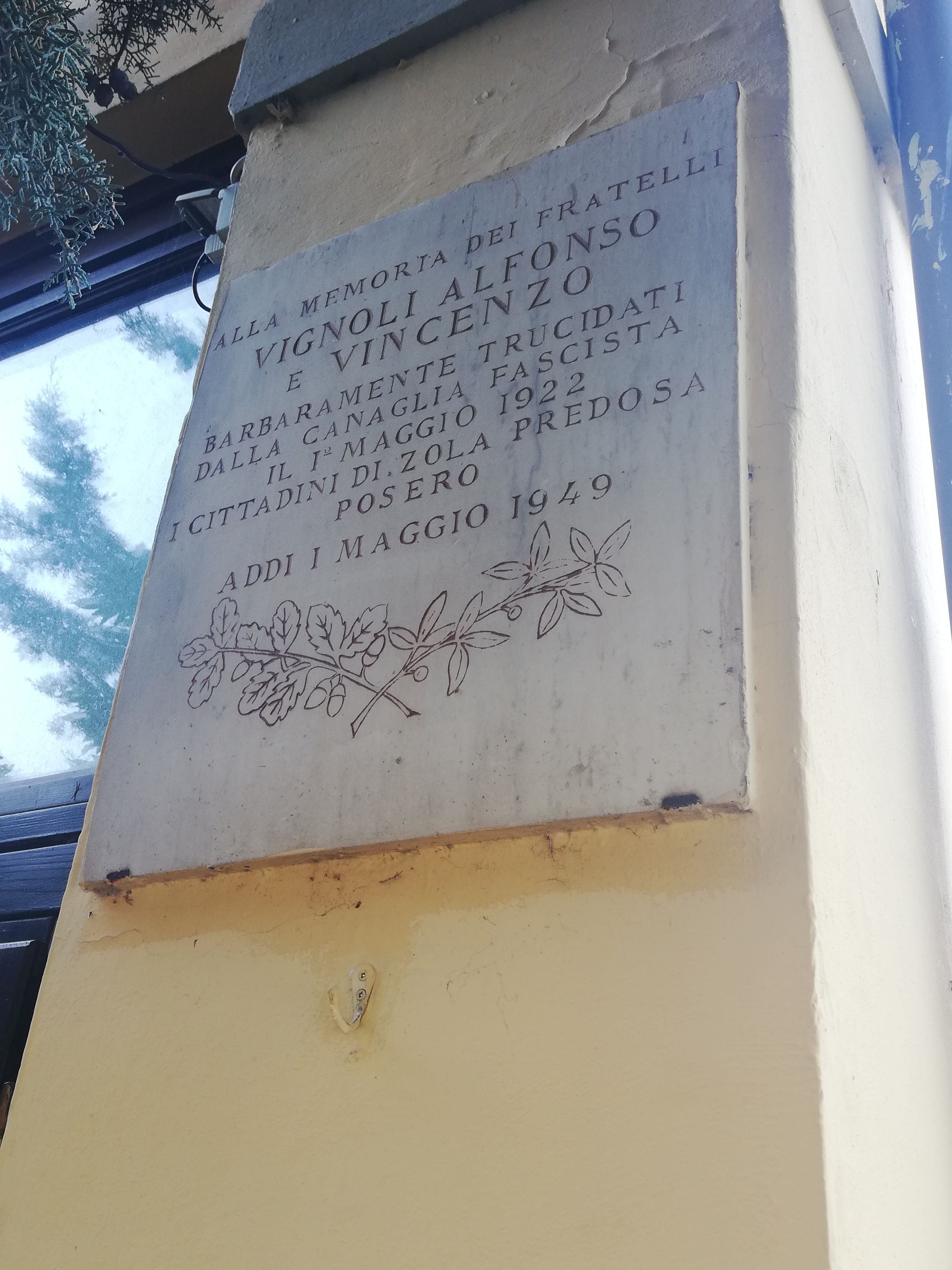
Lapide intitolata a Alfonso e Vincenzo Vignoli di fronte alla Trattoria Rivabella.

### Luoghi d'interesse

#### Percorso Vita
Il Percorso Vita è un percorso naturalistico lungo il Torrente Lavino realizzato in area esondabile che corre per buona parte su proprietà private, sulle quali è possibile il passaggio limitatamente al solo sentiero, grazie ad apposite convenzioni siglate con il Comune di Zola Predosa.

Il Lungo Lavino misura, monte, 4,5 km (dal Ponte sul Lavino a Via Landa - Monte San Pietro), presenta un lieve dislivello ed è percorribile in circa 1 ora. A 1,8 km il Lungo Lavino interseca i sentieri CAI 102 e CAI 209, indicati dall'apposita segnaletica. A valle il Lungo Lavino misura circa 3 km. Dal Ponte sul Lavino, si percorre l'argine del torrente in piano fino a giungere alla località Tombe (in prossimità di Palazzo Bentivoglio Pepoli).

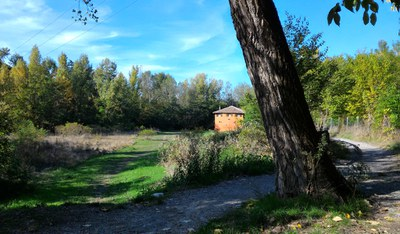
Tratto del Percorso Vita di Zola Predosa
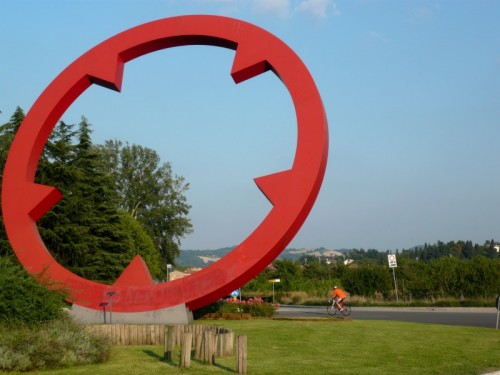
La Rotonda della Viro vista dal centro abitato
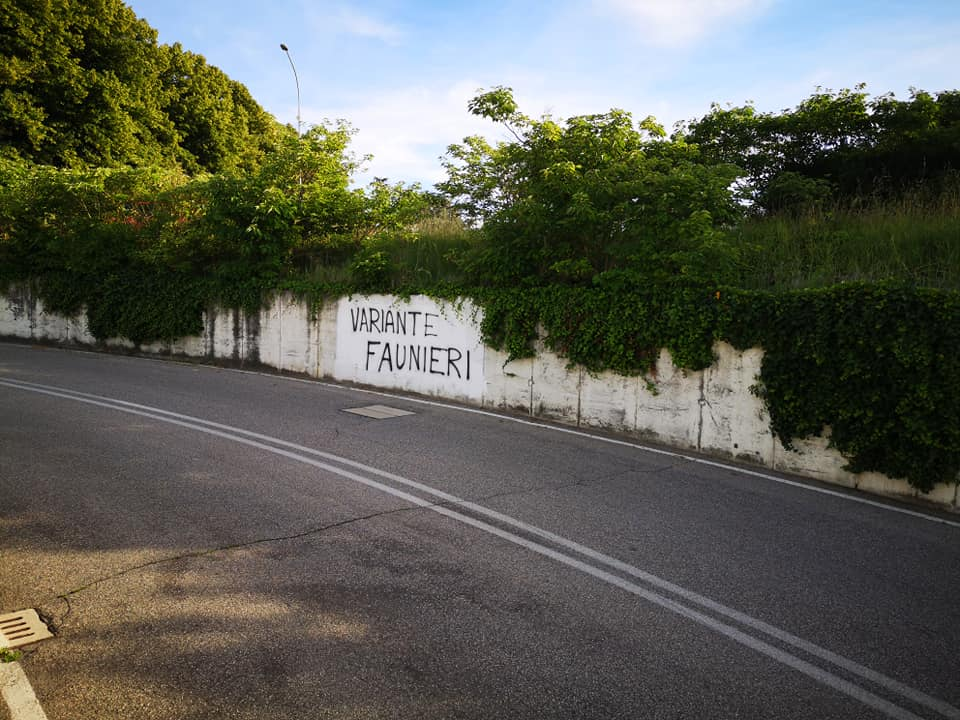
La Variante Faunieri vista dall'uscita del sottopasso

## Società

### Evoluzione demografica
Abitanti censiti

### Etnie e minoranze straniere
Al 1 gennaio 2021 gli stranieri residenti nel comune sono 1.491, ovvero il 7,8% della popolazione. Di seguito sono riportati i gruppi più consistenti:
1. Romania, 327
2. Marocco, 149
3. Albania, 142
4. Cina, 111
5. Moldavia, 78
6. Ucraina, 71
7. Filippine, 59
8. Tunisia, 51
9. Polonia, 44
10. Sri Lanka, 42

### Lingue e dialetti
Il dialetto bolognese, appartenente alla lingua emiliana, si affianca alla lingua italiana.

### Religione
A Zola Predosa la religione principale è quella cristiano-cattolica; esistono tuttavia anche religioni minori quali: l'islam, i cristiani evangelici, i testimoni di Geova.

### Cucina
A Zola Predosa si produce l'Amaro Montenegro ed è il luogo di nascita del famoso salume Mortadella; sul territorio sono presenti due delle principali aziende del settore come Alcisa e Felsineo e ogni anno all'inizio dell'autunno si celebra il "Mortadella, please", il Festival Internazionale della Mortadella.
A Zola Predosa inoltre sono attive molte rinomate aziende vitivinicole che producono il vino Pignoletto.

### Infrastrutture e trasporti
Zola Predosa è attraversata dalla strada provinciale 569 via Bazzanese, già Strada statale 569 di Vignola, che dal 1883 al 1938 ospitava il binario della tranvia Bologna-Casalecchio-Vignola; la località era servita dalle fermate Riale, Lavino, San Pancrazio, e Ponte Ronca.
Il servizio di trasporto pubblico è assicurato dalle linee suburbane e interurbane svolte dalla società TPER. Il comune è inoltre servito dalle stazioni suburbane di Riale, Pilastrino, Zola Centro, Zola Chiesa e Ponte Ronca, tutte parte della rete del Servizio ferroviario metropolitano di Bologna.

## Amministrazione
| Primo cittadino      | Partito                 | Partito                                                         | Coalizione              | Coalizione              | Mandato   | Mandato       | Elezione      |
| Primo cittadino      | Partito                 | Partito                                                         | Coalizione              | Coalizione              | Inizio    | Fine          | Elezione      |
| -------------------- | ----------------------- | --------------------------------------------------------------- | ----------------------- | ----------------------- | --------- | ------------- | ------------- |
| Marta Murotti        |                         | Partito Comunista Italiano                                      |                         | PCI                     | 1965      | 1970          | Elezioni 1965 |
| Marta Murotti        |                         | Partito Comunista Italiano                                      | PCI                     | 1970                    | 1975      | Elezioni 1970 |               |
| Forte Clò            |                         | Partito Comunista Italiano                                      |                         | PCI                     | 1980      | 1985          | Elezioni 1980 |
| Sergio Aleotti       |                         | Partito Comunista Italiano                                      |                         | PCI                     | 1985      | 1990          | Elezioni 1985 |
| Sergio Aleotti       |                         | Partito Comunista Italiano                                      | PCI                     | 1990                    | 1995      | Elezioni 1990 |               |
| Giacomo Venturi      |                         | Partito Democratico della Sinistra                              |                         | PDS-PRC                 | 1995      | 1999          | Elezioni 1995 |
| Giacomo Venturi      |                         | Democratici di Sinistra                                         |                         | DS-PPI-Dem              | 1999      | 2004          | Elezioni 1999 |
| Giancarlo Borsari    |                         | Democratici di Sinistra Partito Democratico (solo fino al 2008) |                         | DS-DL-FdV-PRC           | 2004      | 2009          | Elezioni 2004 |
| Maria Teresa Pirrone | Commissario prefettizio | Commissario prefettizio                                         | Commissario prefettizio | Commissario prefettizio | 2009      | 2009          | -             |
| Stefano Fiorini      |                         | Partito Democratico                                             |                         | PD                      | 2009      | 2014          | Elezioni 2009 |
| Stefano Fiorini      |                         | Partito Democratico                                             | PD                      | 2014                    | 2019      | Elezioni 2014 |               |
| Davide Dall'Omo      |                         | Partito Democratico                                             |                         | PD-EV-Lista civica      | 2019      | 2024          | Elezioni 2019 |
| Davide Dall'Omo      |                         | Partito Democratico                                             | PD-Liste civiche        | 2024                    | in carica | Elezioni 2024 |               |

### Gemellaggi
- Timrå

Zola Predosa è gemellato con il Comune svedese di Timrå, città di circa 18.600 abitanti nella contea del Vasternorrland.
Questo progetto di gemellaggio, avviato nel giugno del 1997, oltre ad una valenza politica, culturale ed economica che deriva dalla scelta di consolidare rapporti di scambio con un Paese Europeo, tende a costruire e consolidare momenti di confronto, di collaborazione e di crescita reciproca in alcuni settori quale quello culturale, sportivo, ambientale, sociale e scolastico.
Questi anni hanno visto il consolidarsi di questo legame attraverso esperienze concrete che hanno rappresentato occasioni di coinvolgimento anche per tutto il territorio comunale, dalle Associazioni alle Aziende, dai Cittadini alle istituzioni scolastiche.

## Sport

### Calcio
La principale squadra di calcio è lo Zola Predosa, compagine che a fine anni 90 ha militato anche in Serie C2. Attualmente milita nel girone A di Eccellenza. Nel biennio 2017-19 era attiva nel paese l'Axys Zola, nata dopo la fusione con l'Axys Valsamoggia, militò in Serie D, ma successivamente fusasi con il Sasso Marconi, dove fu trasferito il titolo sportivo.
Tra le sue file hanno militato calciatori dal passato importante anche in Serie A come Fabio Bazzani, Krasimir Čomakov, Fabio Poli, Davide Succi ma soprattutto il grande campione Antonio Di Natale.

### Karate
Il 12 Aprile del 1991 nasce S.K.S. - SCUOLA KARATE SHOTOKAN. Con la guida del Maestro Federale  William Ventura C.N. VI° Dan e Roberto Ventura C.N. IV° Dan ha ottenuto numerosi titoli italiani e regonali sia individuale che a squadre. In poco tempo a S.K.S. si cominciano a praticare altre attività oltre al Karate, Giocomotricità, Difesa Personale, Ginnastica a Corpo Libero. Il 1 Gennaio 1993 S.K.S. PERFORMANCE diventa CENTRO di AVVIAMENTO allo SPORT (C.A.S.) fondamentale qualifica rilasciata dal C.O.N.I. per l'insegnamento ai bambini.